# 달 에런
달 에런(아일랜드어: Dáil Éireann [d̪ˠaːlʲ ˈeːɾʲən̪ˠ], 영어 발음은 도일 에어런[dɔɪl ˈɛərən])은 아일랜드 의회의 하원이다. 5년마다 의원을 선거를 통해 선출한다. 선거권자는 아일랜드 공화국의 국민이며 직접선거를 통해 선출된다. 달 에런 의원이 되기 위해서는 21세 이상이 되어야 한다.
달 에런의 권한은 다른 양원제 의회방식을 채택하고 있는 국가들의 하원 의원과 비슷하다. 상정된 법을 통과시킬 권한과 의장을 지명 혹은 탄핵할 권한이 있다.

## 역사
오늘날 에러크터스의 하원 의회를 담당하고 있는 달 에런은 1919년 창설된 일원제 의회였던 달 에런이 시초였다. 그 후 아일랜드 자유국 시절을 거쳐 발전했으며 현재의 달 에런은 1937년 아일랜드 공화국이 건국되면서 창설되었다. 현대 달 에런의 최초 소집은 제9대 의회였다.

## 의회의 권한
- 예산안을 제안할 수 있다.
- 조약, 협정 등을 비준할 수 있다.
- 전쟁 선포 및 군사 행동에 대한 승인 여부를 가린다.

## 같이 보기
- 양원제